# رصدخانه نیروی دریایی ایالات متحده آمریکا
رصدخانه نیروی دریایی ایالات متحده (به انگلیسی: United States Naval Observatory) تأسیس ۱۸۳۰ میلادی، نام یک سازمان علمی وزارت دفاع ایالات متحده آمریکا است.
دفاتر این سازمان در واشنگتن دی‌سی قرار دارند، اما رصدخانه‌های آن در کلرادو و آریزونا، من‌جمله توسط رصدخانه لول اداره می‌شوند.
از میان تأسیسات این سازمان در آریزونا می‌توان به تداخل‌سنج نوری آزمایشی نیروی دریایی اشاره کرد.

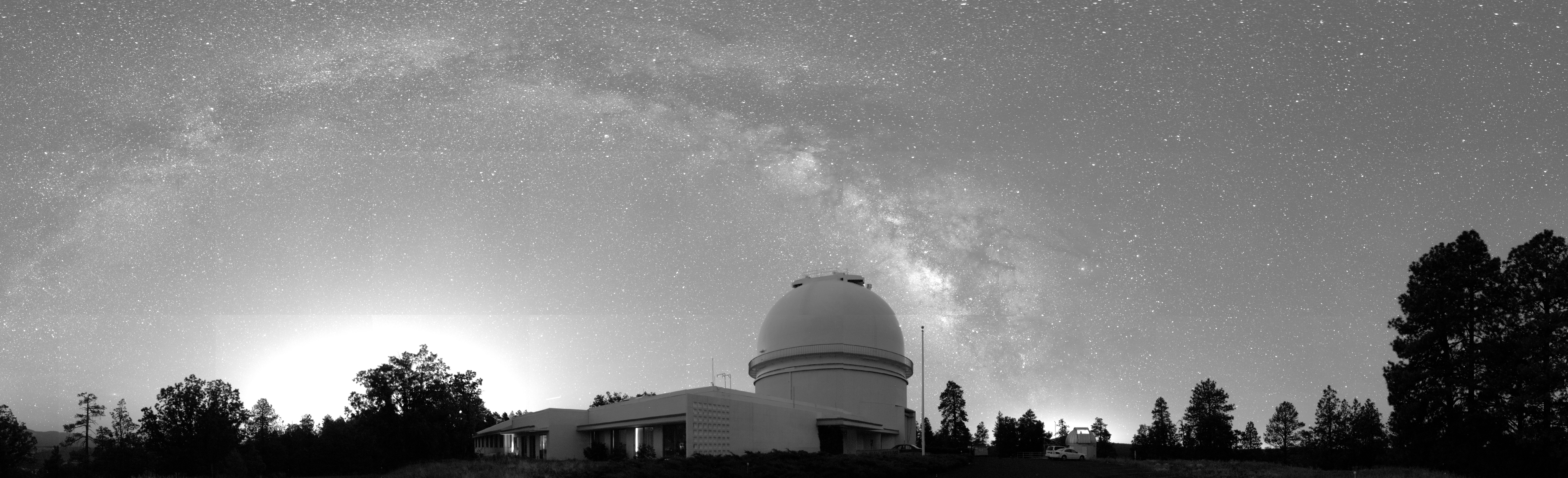